# Stile concertato
Stile concertato oder konzertierender Stil ist ein Begriff in der Musik des Frühbarock, der sich entweder auf eine Gattung oder einen Musikstil bezieht, bei dem sich Gruppen von Instrumenten oder Stimmen eine Melodie teilen, meist im Wechsel und üblicherweise über einem Basso Continuo.
Der Begriff leitet sich vom italienischen concertare ab, das „zusammen spielen“ bedeutet – wobei Concertato „im Stil eines Konzerts“ bedeutet.
Eine etwas vereinfachte, aber nützliche Unterscheidung zwischen Concertato und Concerto kann getroffen werden: Der Concertato-Stil beinhaltet den Kontrast zwischen gegensätzlichen Gruppen von Stimmen und Gruppen von Instrumenten. Der Concerto-Stil, besonders als er sich später im Barock zum Concerto grosso entwickelte, beinhaltet den Kontrast zwischen großen und kleinen Gruppen ähnlicher Zusammensetzung (später ripieno und concertino genannt).

## Geschichte

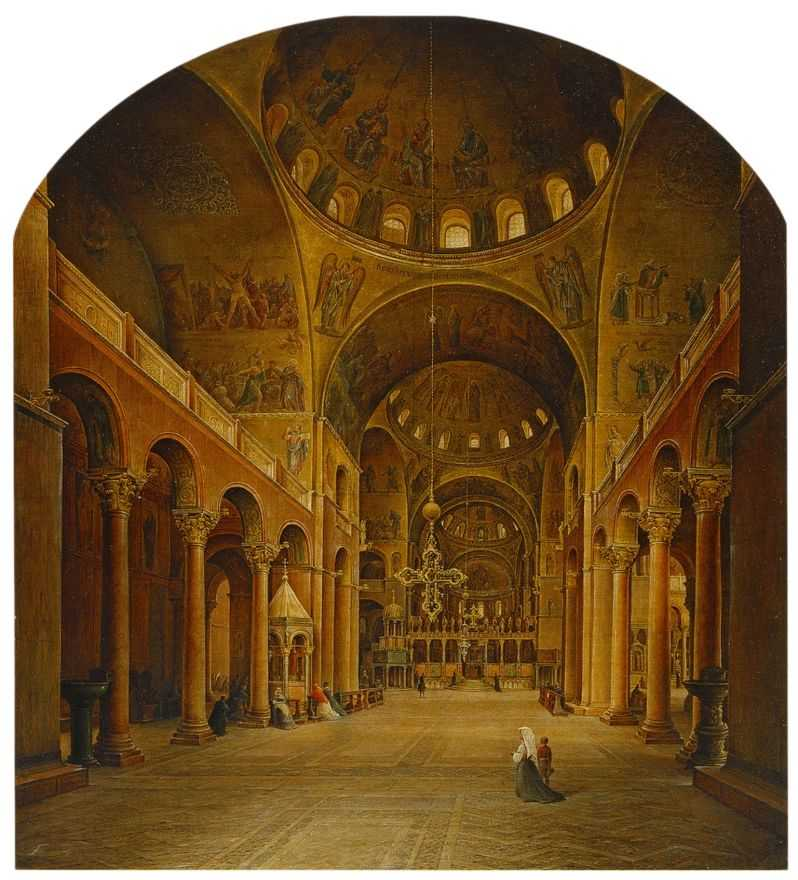
Zwei gegenüberliegende Sängeremporen im Markusdom, Venedig

Der Stil entwickelte sich in Venedig Ende des 16. Jahrhunderts vor allem durch die Werke von Andrea und Giovanni Gabrieli, die in dem einzigartigen akustischen Raum des Markusdoms arbeiteten. Verschiedene Chöre oder Instrumentalgruppen nahmen in der Basilika verschiedene Positionen ein: Wegen der Schallverzögerung von einer Seite zur anderen in dem großen und akustisch „lebendigen“ Raum war ein perfekter Unisono schwierig, und die Komponisten fanden, dass eine fantastisch wirksame Musik komponiert werden konnte, bei der die Chöre „sozusagen in Stereo“ zueinander singen; alle wurden von Orgel oder anderen Instrumentengruppen begleitet, die so platziert waren, dass sie jede Gruppe gleich gut hören konnten. Die dort geschriebene Musik wurde schnell auch anderswo aufgeführt, und Kompositionen im neuen Concertato-Stil wurden schnell in Europa populär (zuerst in Norditalien, dann in Deutschland und im übrigen Italien und allmählich auch in anderen Teilen des Kontinents). Ein anderer Begriff, der manchmal für diesen antiphonalen Gebrauch der Chöre in San Marco verwendet wurde, waren cori spezzati.
Im frühen 17. Jahrhundert wurde fast die gesamte Musik mit Stimmen und Basso continuo als Konzert bezeichnet, obwohl sich diese Verwendung des Begriffs erheblich von der moderneren Bedeutung (ein Soloinstrument oder Instrumente, die von einem Orchester begleitet werden) unterscheidet. Häufig stammt die geistliche Musik im Concertato-Stil im frühen 17. Jahrhundert von der Motette ab: Die Texte, die hundert Jahre zuvor für A-capella-Stimmen in sanfter Polyphonie gesetzt worden wären, wurden nun für Stimmen und Instrumente im Concertato-Stil gesetzt. Diese Stücke, die nicht mehr immer Motetten genannt wurden, erhielten verschiedene Namen, darunter Concerto, Psalm (wenn es sich um eine Psalmvertonung handelte), Sinfonia oder Symphoniae (zum Beispiel in den drei Büchern der Symphoniae sacrae von Heinrich Schütz).
Der Concertato-Stil ermöglichte die Komposition äußerst dramatischer Musik, eine der charakteristischen Neuerungen des Frühbarocks.

## Hauptvertreter
Komponisten von Musik im Concertato-Stil:
- Giovanni Croce
- Ignazio Donati
- Andrea Gabrieli
- Giovanni Gabrieli
- Alessandro Grandi
- Johann Kaspar Kerll
- Claudio Monteverdi
- Johann Pachelbel
- Michael Praetorius
- Samuel Scheidt
- Johann Hermann Schein
- Heinrich Schütz
- Lodovico Viadana